# A Szovjetunió afganisztáni háborúja
A Szovjetunió afganisztáni háborúja egy tíz évig elhúzódó intervenciós háború volt Afganisztán területén a Brezsnyev-doktrína jegyében. A hosszadalmas, nagy áldozatokkal és rendkívüli megterheléssel járó háborút a szovjet Vietnámnak is szokták nevezni, mivel nagyon sok tekintetben (így pl. a gerilla-hadviselés, vagy a reguláris hadsereg moráljának összeomlása) hasonlított a vietnámi háborúra.

## Előzményei
A szovjet beavatkozást az országon belüli hatalmi harcok előzték meg. Közvetlen előzménye, hogy a szovjetbarát M. Taraki kormányát megdöntötte Hafizullah Amin 1979. szeptember 17-én. Az iráni iszlám forradalom könnyen átterjedhetett Afganisztánra, destabilizálva ezzel a SZU közép-ázsiai köztársaságait, és ez aggasztotta a szovjet vezetést.

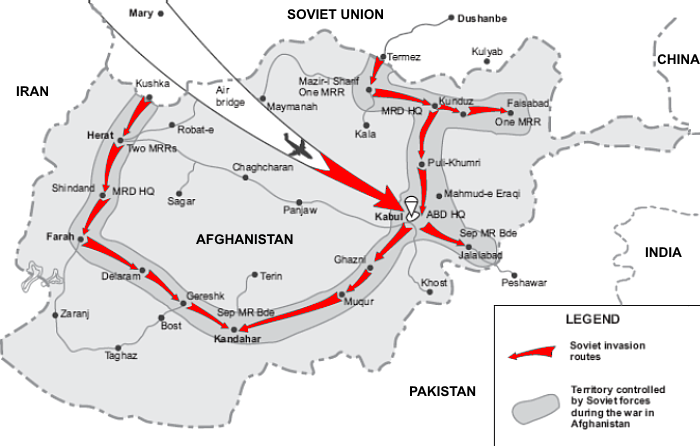

Iránt ekkoriban javában lekötötte az Irakkal vívott véres háború, ezért a szovjetek számoltak azzal, hogy komolyabb iráni beavatkozás nem lesz Afganisztánban.

## A bevonulás
A támadás menetrendje szerint először a kabuli repülőteret kellett megszállni. 1979. december 24-től 26-ig három napon át érkeztek a szovjet szállítógépek a kabuli és a bagrami repülőtérre. December 27-én reggel kezdődött Kabul stratégiai pontjainak megszállása, utcai harcok kíséretében. Különleges KGB egységek elfoglalták az elnöki palotát, Amint és családját megölték, az új vezető Babrak Karmal lett. Üzbegisztánból, Türkmenisztánból és Tádzsikisztánból is elindult egy-egy hadosztály. A szovjet csapatok létszáma hamarosan elérte a 40 ezer főt. Rövid időn belül megszállták az ország stratégiai pontjait. A bevonulást élesen elítélte a nemzetközi közvélemény. Az USA csökkentette a SZU-ba irányuló gabonaexportját, és a moszkvai olimpia bojkottjára szólított fel.

## Háború
A szovjet 40. hadsereg létszáma folyamatosan emelkedett, 1980-ra elérte a 100 ezer főt (a legnagyobb létszámát, 120 ezer főt 1985-ben érte el). A szovjet vezetés rosszul mérte fel az afgánok várható reakcióit, a társadalom széles rétegei hamarosan szembefordultak a megszállókkal. Miután az afgán hadsereg szétesett, kisebb gerillacsoportok vették fel a harcot a megszállókkal, kihasználva helyismeretüket, a háború gerillaháborúvá alakult át. Több ellenállási tömörülés alakult, és vette fel a harcot a megszállókkal, és helyenként egymással is. Az USA, Pakisztán, Kína és Irán támogatta ezeket a csoportokat, illetőleg csapatostul áramlottak önkéntesek hozzájuk, fegyverekkel. Érkeztek pakisztáni és indiai muzulmánok, irániak, a közel-keleti arab országokból, sőt Észak-Afrikából is egyiptomi, líbiai, tunéziai, algériai, marokkói, szudáni illetőségű harcosok is. Az algériai önkéntesek hazájukba visszatérve katonai tapasztalatokkal és jelentős iszlamista befolyástól vezérelve harcoltak az algériai polgárháborúban is. Az egyik vezetője a szovjetek elleni harcnak Oszáma bin Láden volt. Ahogy a helyzet súlyosbodott, a szovjet sajtóban hírzárlatot rendeltek el a háborúval kapcsolatban.
A szovjet hadvezetés eleinte nem számolt komoly harcokkal, és elhúzódó háborúval. A vezérkar a hadműveleteket csak néhány hónapra tervezte, de végül kilenc évig tartottak. A beavatkozás céljait a szovjet hadvezetés a következőkben foglalta össze:
- a főbb városok, repülőterek és bázisok közötti közlekedés biztosítása
- a szövetséges afgán haderő helyőrségeinek leváltása, hogy a felszabaduló erők leküzdhessék az ellenük harcoló partizáncsoportokat
- a szövetséges afgánok tüzérségi és légi támogatása és utánpótlásuk megszervezése
- a lakosság és a szovjet csapatok közti kapcsolatok és súrlódások kerülése
- a kommunista afgán hatalom erősítése, hogy a szovjet hadsereg mielőbb hazaindulhasson

Az első jelentősebb hadműveletük 1980 tavaszán zajlott Kunar tartományban, majd ezt sorozatos támadó hadműveletek követték, de nem sikerült megszilárdítani a helyzetüket vidéken. 1980 elején a mudzsáhidok a városok kivételével az ország területének 90%-át ellenőrzésük alatt tartották. A legsúlyosabb harcok a Pandzsír-völgyben és a Szálang-hágó környékén zajlottak, ahol a mudzsáhidok megerősítették állásaikat. Itt, a pakisztáni határvidék környékén koncentrálódott az ellenállási mozgalom, ahol Pesavar menedéket és utánpótlást biztosított a gerilláknak. Legfontosabb célpontjuk a szovjetek fő utánpótlási útvonala volt, amely a Salang-hágón át vezetett Kabulba. Hegyi rejtekhelyeikről eredményesen tudták támadni a szovjet konvojokat.
A falvak lerombolása és a sorozatos szovjet offenzívák lassan elnéptelenítették a vidéket, a lakosság a magas hegyek között, barlangokban keresett menedéket, vagy Pakisztánba menekült. A menekültek száma 1983-ra elérte a 4 milliót.
A legvéresebb év, 1985, Gorbacsov elnökségére esik, akkor a szovjet hadsereg 120 000 fővel elérte a legmagasabb létszámát, melyből 73 000 fő tartozott a harcoló alakulatokhoz. 1985 után a mudzsáhidok kezébe került, USA által szállított Stinger légvédelmi rakéták miatt csökkent a szovjet légifölény. 1985-ben ismét több nagyszabású szovjet hadművelet zajlott a Kunar- és a Pandzsír völgyben, ezek azonban rövid idejű sikert értek el, mert a pakisztáni határt nem tudták lezárni, ahonnan a mudzsáhidok folyamatos utánpótlást kaptak.
1985-ben a Szovjetunióban megindult peresztrojka hatására az afganisztáni háború is más megítélés alá került. Egyrészt a sajtóban szabadabban beszélhettek a témáról, másrészt a legfelső vezetés is belátta, hogy a további szovjet részvétel a háborúban értelmetlen. Kabult és a megyeszékhelyeket ellenőrzésük alatt tartották ugyan, de az elfoglalt vidéki területeken képtelenek voltak megszervezni a helyi szervezetek munkáját. A konfliktus ebből a szempontból is hasonlít a vietnámi háborúra, mivel ott az amerikaiak nem tudták ellenőrizni a vidéki területeket, azok mindvégig az ellenség erős bázisai maradtak. Az afgán ellenállás természetes védművekként ki tudta használni a hegyi barlangrendszereket. A vietnámiak a sűrű dzsungel rejtekét használták, továbbá mesterséges vájatokat ástak a föld alá, ahol könnyen elrejtőzhettek az amerikai csapatok elől, illetve ahonnan meglepetésszerű támadást indíthattak ellenük.
1985-től sikerült tárgyalásokat kezdeni a felkelők egyes vezetőivel. 1986-ban az afgán vezetésben is változások történtek: Babrak Karmalt M. Nadzsibullah váltotta, aki nemzeti megbékélési mozgalmat hirdetett. Ugyanebben az évben a szovjet vezetés kivont az országból hat harcoló ezredet. 1987-ben Moszkvában döntés született a szovjet csapatok fokozatos kivonásáról. Ebben az évben még jelentős offenzívák zajlottak: kiemelkedő volt a "Magisztrál" amely Khost felmentését szolgálta, és a szovjet csapatok utolsó jelentős hadmozdulata volt.

## A háború magyar vonatkozásai
A Vörös Hadsereg kötelékében több száz kárpátaljai magyar katona is harcolt Afganisztánban az afgán ellenállók és arab önkéntesek ellen, ahogyan a Szovjetunió szinte valamennyi népcsoportja is érintett volt ebben, így a kárpátaljai ruszinok is. Többen el is estek a harcokban, mások megrokkantak. Néhány kiszolgált veterán nyilatkozott 2012-ben a Magyar Hírlapnak, mely interjúban elmondták, hogy a felkelők szörnyű kegyetlenséggel bántak el a szovjet hadsereg elfogott katonáival, rendszerint megcsonkították őket. A katonák ellátása elégtelen volt és az afgán ellenállók támadásaival is igen nehezen boldogultak. Eközben a helyi egészségtelen állapotok miatt különböző betegségeket, így sárgalázat kaptak a katonák. A magyar elesettek száma 53 fő.

## Kivonulás
1988. április 15-én zajlott Genfben az Afganisztán konferencia, amelyen a Szovjetunió, az Amerikai Egyesült Államok, Afganisztán és Pakisztán küldöttsége vett részt. A szerződést az ENSZ által közvetített hatéves tárgyalás előzte meg. A szerződés szerint 1989. február 15-ig valamennyi szovjet egységet ki kell vonni az országból. A szerződés teljesítése szovjet részről 1988. május 15-én kezdődött. A szovjet kivonulással egyidőben a mudzsahedin jelentős offenzívákba kezdett a már kiürített területeken. A kivonulás első szakasza 1988. augusztus 15-ig folyt le Kandahár–Herát irányban. A második szakasz 1988. novembertől 1989. február 15-ig tartott Dzsalálábádtól Kabulon át a határig. A légierő folyamatos légicsapásokkal biztosította a csapatmozgásokat.
A szovjet veszteség 26 660 halott és 30 000 sebesült, kb. 1.5 millió afgán halt meg, és több mint 5 millió kényszerült elmenekülni. A háború a súlyos gazdasági gondokkal küszködő Szovjetuniónak évi 5 milliárd dollárjába került.
A háború kihatott a szomszédos szovjet tagállamokra is, amelyek 1991-ben sorra függetlenedtek Moszkvától. Az afganisztáni háború hatással volt a tádzsik polgárháború kirobbanására is 1992-ben.